# Stefan de Bod
Stefan de Bod (Worcester, 17 november 1996) is een Zuid-Afrikaans wielrenner die anno 2025 rijdt voor Terengganu Cycling Team.

## Carrière
In 2014 won De Bod het Zuid-Afrikaans wegkampioenschap bij de junioren door in een sprint met drie Ivan Venter en Kent Main te verslaan. Drie dagen eerder werd hij achter Gustav Basson en Venter derde in de tijdrit. Een jaar later won hij op de eerste Afrikaanse kampioenschappen baanwielrennen samen met Morne van Niekerk, Hendrik Kruger en Kellan Gouveris een gouden medaille op het onderdeel ploegenachtervolging en een bronzen op de individuele achtervolging.
In 2016 werd De Bod nationaal tijdritkampioen bij de beloften. Hij legde het 48 kilometer lange parcours in Wartburg slechts twaalf seconden langzamer af dan Daryl Impey, die de titel bij de eliterenners won. Drie dagen later nam De Bod deel aan het wegkampioenschap. In die wedstrijd, waarin zowel werd gestreden om de titel bij de elite- als bij de belofterenners, werd De Bod 25 seconden na Jaco Venter tweede en won zo de titel bij de beloften. Later dat seizoen nam hij onder meer deel aan de Internationale Wielerweek, de Ronde van de Aostavallei en de Ronde van de Toekomst. In de tijdrit voor beloften op het wereldkampioenschap werd hij elfde.
In 2017 verlengde De Bod zijn nationale tijdrittitel bij de beloften door het 39,8 kilometer lange parcours rond Wellington bijna anderhalve minuut sneller af te leggen dan zijn ploeggenoot Nicholas Dlamini. Met zijn eindtijd zou De Bod achter Impey tweede zijn geworden bij de eliterenners, die hetzelfde parcours aflegden. Net als in 2017 werd De Bod tweede op het nationale kampioenschap op de weg, maar omdat hij daarmee de eerste belofterenner was die de finish passeerde, won hij de titel.
In 2018 prolongeerde De Bod zijn nationale titel opnieuw, ditmaal door het 43,8 kilometer lange parcours sneller af te leggen dan zijn ploeggenoot Kent Main. Later dat jaar was hij de beste in de Gran Premio Palio del Recioto, waar hij met een voorsprong van zeven seconden op Tadej Pogačar solo over de finish kwam.

## Baanwielrennen

### Palmares
| Jaar     | Z-AK                   | AK                                  | WK       | Overig   |
| Junioren | Junioren               | Junioren                            | Junioren | Junioren |
| -------- | ---------------------- | ----------------------------------- | -------- | -------- |
| 2014     | Achtervolging, Scratch |                                     |          |          |
| Elite    |                        |                                     |          |          |
| 2015     |                        | Ploegenachtervolging, Achtervolging |          |          |

## Resultaten in voornaamste wedstrijden
| Jaar | Ronde van Italië | Ronde van Frankrijk | Ronde van Spanje |
| ---- | ---------------- | ------------------- | ---------------- |
| 2019 |                  |                     |                  |
| 2020 |                  |                     | 94e              |
| 2021 |                  | buiten tijd         |                  |
| 2022 |                  |                     |                  |
| 2023 | opgave           |                     |                  |
| 2024 | 80e              |                     |                  |

| Jaar | Amstel Gold Race | Luik-Bast.‑Luik | Ronde van Lombardije | Waalse Pijl | Clásica San Sebastián |  | WK op de weg |
| ---- | ---------------- | --------------- | -------------------- | ----------- | --------------------- |  | ------------ |
| 2019 |                  |                 |                      |             |                       |  | opgave       |
| 2020 |                  |                 | 79e                  |             |                       |  |              |
| 2021 | opgave           | 100e            |                      | 73e         |                       |  |              |
| 2022 |                  | 54e             |                      | 65e         | 15e                   |  |              |
| 2023 |                  |                 |                      |             |                       |  |              |
| 2024 |                  |                 |                      |             | 71e                   |  |              |

### Resultaten in kleinere rondes
| Jaar | Tour Down Under | UAE Tour | Parijs-Nice | Ronde van Catalonië | Ronde van het Baskenland | Ronde van Romandië | Critérium du Dauphiné | Ronde van Zwitserland | Ronde van Polen | Ronde van Guangxi |
| ---- | --------------- | -------- | ----------- | ------------------- | ------------------------ | ------------------ | --------------------- | --------------------- | --------------- | ----------------- |
| 2019 |                 |          |             |                     |                          |                    | 78e                   |                       | 86e             | 36e               |
| 2020 | 52e             | opgave   |             |                     |                          |                    |                       |                       | 103e            |                   |
| 2021 |                 | 24e      |             | 54e                 | 93e                      |                    |                       | 24e                   |                 |                   |
| 2022 |                 | 19e      | opgave      |                     | opgave                   | 57e                | 42e                   |                       |                 |                   |
| 2023 |                 | 11e      |             |                     |                          |                    |                       |                       | 31e             |                   |
| 2024 |                 | opgave   |             |                     |                          | 95e                |                       |                       |                 |                   |

## Ploegen
- 2016 –  Dimension Data for Qhubeka
- 2017 –  Dimension Data for Qhubeka
- 2018 –  Dimension Data for Qhubeka Continental Team
- 2019 –  Team Dimension Data
- 2020 –  NTT Pro Cycling
- 2021 –  Astana-Premier Tech
- 2022 –  Astana Qazaqstan
- 2023 –  EF Education-EasyPost
- 2024 –  EF Education-EasyPost
- 2025 –  Terengganu Cycling Team

de Bod · Dlamini · Eyob · Gebreigzabhier · Gibbons · Girdlestone · Julius · Navarra · Ndayisenga · Salie · Uwizeyimana
Areruya · Atsbha · de Bod · Chokri · Dlamini · Eyob · Gebreigzabhier · Main · Mugisha · Navarra · Visser · Weldu · van Niekerk (stagiair)
Areruya · de Bod · Chokri · Innocenti · Jones · Main · Molini · Mozzato · Mugisha · Sobrero · Visser · Weldu
Bak · Boasson Hagen · Cavendish · Cummings · Davies · de Bod · Dlamini · Eisel · Gasparotto · Gebreigzabhier · Gibbons · J. Janse van Rensburg · R. Janse van Rensburg · King · Kreuziger · Mäder · Meintjes · Nizzolo · O'Connor · Renshaw · Slagter · Thomson · Tiller · Valgren · Venter · Vermote · Wyss
Barbero · Battistella · Boasson Hagen · Campenaerts · Carbel · De Bod · Dlamini · Dyball · Gasparotto · Gebreigzabhier · Gibbons · Gogl · Iribe · Janse van Rensburg · King · Kreuziger · Mäder · Meintjes · Nizzolo  · O'Connor · Pozzovivo · Sobrero · Stokbro · Sunderland · Thomson · Tiller · Valgren · Walscheid · Wyss
Aranburu · Battistella · Boaro · Broesenski · Contreras · de Bod · Fjodorov · Felline · Fraile · Fuglsang · Gïdïç · Gregaard · Groezdev · Houle · G. Izagirre · J. Izagirre · Kudus · Loetsenko · Martinelli · Natarov · Perry · Piccolo tot 31 mei · Pronskïÿ · Rodríguez · Romo · Sánchez · Sobrero · Stalnov · Tejada · Vlasov · Zacharov
Basso · Battistella · Boaro · Broesenski · Conti · de Bod · de la Cruz · Dombrowski · Fjodorov · Felline · Gazzoli (tot 10/8) · Gïdïç · Groezdev · Henao (tot 31/07) · López · Loetsenko · Martinelli · Moscon · Natarov · A. Nibali · V. Nibali · Nurlykhassym · Pronskïÿ · Raboesjenka · Romo · Scaroni (vanaf 28/07) · Tejada · Velasco · Zacharov · Zejts · Chzhan (stagiair) · Syritsa (stagiair)
Amador · Bettiol · Bissegger   · Caicedo · Camargo · Carapaz · Carr · Carthy · Cepeda · Chaves · Cort · de Bod · Doull · Eiking · Healy · Honoré · Keukeleire · Kudus · Padun · Piccolo · Powless · Quinn · Rutsch · Scully · Shaw · Steinhauser · Urán · J. van den Berg · M. van den Berg · Wiśniowski · van der Lee (stagiair)
Amador · Beloki · Bettiol(tot 14/8) · Bissegger · Carapaz · Carr · Carthy · Cepeda · Chaves · Costa · de Bod · Doull · Healy · Honoré · Nerurkar · Piccolo(tot 21/6) · Powless · Quinn · Rafferty · Rootkin-Gray · Rutsch · Ryan · Shaw · Steinhauser · Sweeny · Todome · Urán · Valgren · van den Berg · van der Lee · Hlady (stagiair) · Lovidius (stagiair)